# 大果狗牙花
大果狗牙花（学名：Ervatamia macrocarpa）为夹竹桃科狗牙花属下的一个种。主要分佈於中華民國台灣兰屿山地疏林中以及印度和印度尼西亚境內。

## 扩展阅读
- 維基物種上的相關：大果狗牙花